# Coppa Latina di pallavolo
La Coppa Latina è stata una competizione pallavolistica amichevole per squadre nazionali femminili, organizzata con cadenza annuale dalla FPV.

## Edizioni
| Edizione      | Edizione      | Podio           | Podio           | Podio       |
| Anno          | Organizzatore | Campione        | Seconda         | Terza       |
| ------------- | ------------- | --------------- | --------------- | ----------- |
| 2009 Dettagli | Lima          | Cuba            | Perù            | Cile        |
| 2010 Dettagli | Lima          | Perù            | Argentina       | Colombia    |
| 2011 Dettagli | Callao        | Perù            | Thailandia      | Regno Unito |
| 2012 Dettagli | Lima          | Cuba            | Rep. Dominicana | Perù        |
| 2013 Dettagli | Lima          | Colombia        | Rep. Dominicana | Messico     |
| 2014 Dettagli | Ica           | Rep. Dominicana | Colombia        | Cuba        |
| 2015 Dettagli | Lima          | Perù            | Rep. Dominicana | Brasile     |

## Medagliere
| Pos. | Squadra         | 1º posto | 2º posto | 3º posto | Totale |
| ---- | --------------- | -------- | -------- | -------- | ------ |
| 1    | Perù            | 3        | 1        | 1        | 5      |
| 2    | Cuba            | 2        | 0        | 1        | 3      |
| 3    | Colombia        | 1        | 1        | 1        | 3      |
| 4    | Rep. Dominicana | 1        | 3        | 0        | 4      |
| 5    | Argentina       | 0        | 1        | 0        | 1      |
| 5    | Thailandia      | 0        | 1        | 0        | 1      |
| 7    | Cile            | 0        | 0        | 1        | 1      |
| 7    | Brasile         | 0        | 0        | 1        | 1      |
| 7    | Regno Unito     | 0        | 0        | 1        | 1      |
| 7    | Messico         | 0        | 0        | 1        | 1      |